# Rhizophydium globosum
Rhizophydium globosum är en svampart som först beskrevs av Alexander Karl Heinrich Braun, och fick sitt nu gällande namn av Gottlob Ludwig Rabenhorst 1868. Rhizophydium globosum ingår i släktet Rhizophydium och familjen Rhizophydiaceae.   Inga underarter finns listade i Catalogue of Life.